# Thagria bilateralis
Thagria bilateralis är en insektsart som beskrevs av Nielson 1980. Thagria bilateralis ingår i släktet Thagria och familjen dvärgstritar. Inga underarter finns listade i Catalogue of Life.